# Le Déchaîné
Pour plus de détails, voir Fiche technique et Distribution.
Le Déchaîné (Lo scatenato) est une comédie italienne réalisée par Franco Indovina et sortie en 1967.
Il a été projeté dans le cadre d'une rétrospective sur la comédie italienne à la Mostra de Venise 2010.

## Synopsis
Bob Chiaramonte est un acteur célèbre qui joue dans diverses publicités, mais il commence lentement à devenir fou. En effet, il semble être persécuté par des animaux figurants dans les films qui ne le voient pas d'un bon œil. Un taureau, par exemple, jette Bob dans une rivière, tandis que des rats rongent la corde qui le retenait suspendu à un hélicoptère pour le tournage d'une publicité. Lorsque Bob refuse de tourner d'autres publicités avec des animaux comme figurants, il est immédiatement licencié. Au bord du désespoir, une simple mouche entre en scène et commence à tourmenter la vie du pauvre Bob, qui tente de la tuer par tous les moyens, sans y parvenir. Lorsque la mouche disparaît, Bob continue néanmoins d'entendre son bourdonnement agaçant et l'écrase partout comme un fou. Devenu complètement fou, Bob se rend au zoo et, dans une sorte de monologue, tente de démontrer à un singe en cage la supériorité de l'homme sur l'animal. Résultat : Bob se retrouve dans la cage à la place du singe.

## Fiche technique
- Titre français : Le Déchaîné[1]
- Titre original italien : Lo scatenato[2]
- Réalisateur : Franco Indovina
- Scénario : Tonino Guerra, Franco Indovina, Luigi Malerba
- Photographie : Aldo Tonti
- Montage : Marcello Malvestito
- Musique : Luis Bacalov
- Décors et costumes : Pier Luigi Pizzi
- Production : Mario Cecchi Gori
- Société de production : Fair Film
- Pays de production :  Italie
- Langue originale : italien
- Format : Couleurs par Technicolor - Son mono - 35 mm
- Durée : 86 minutes
- Genre : comédie
- Dates de sortie :
  - Italie : 31 octobre 1967
  - France : 4 mars 1970

## Distribution
- Vittorio Gassman : Bob Chiaramonte
- Martha Hyer : Luisa Chiaramonte
- Gila Golan (he) : Emma
- Karin Skarreso : mannequin
- Massimo Serato : agent
- Carmelo Bene : prêtre
- Steffen Zacharias : commissaire de police
- Jacques Herlin : professeur de zoologie
- Claudio Gora : ministre
- Gigi Proietti : maquilleuse
- Giovanni Ivan Scratuglia : Gianfranco
- Mario Cecchi Gori : publiciste
- Aldo Tonti : réalisateur
- Piero Vida (it) :
- The Pennies : le groupe

## Production
Deux caméos sont notables dans le film.

### Caméo de Carmelo Bene
Dans la seconde moitié du film, alors que Vittorio Gassman tente d'écraser la mouche imaginaire, il se heurte au célèbre acteur de théâtre Carmelo Bene, l'un des acteurs les plus polyvalents, les plus controversés et les plus célèbres de l'histoire du théâtre italien. Bene, habillé en prêtre, sort d'une voiture et Gassman, en essayant d'écraser la mouche avec sa main, le gifle, ce qui fait voler sa casquette noire. Gassman, endeuillé, tente de s'excuser auprès du prêtre qui, hébété et stupéfait, essaie d'échapper à l'emprise névrotique de son interlocuteur.

### Caméo du groupeThe Pennies
Dans la scène où le taureau enragé poursuit Vittorio Gassman, on aperçoit au milieu de la prairie une équipe de tournage du Carosello et l'orchestre des Pennies jouant un air publicitaire. Les Pennies s'enfuient également précipitamment à la vue du taureau.